# Pentapodus porosus
Pentapodus porosus là một loài cá biển thuộc chi Pentapodus trong họ Cá lượng. Loài cá này được mô tả lần đầu tiên vào năm 1830.

## Từ nguyên
Tính từ định danh porosus trong tiếng Latinh nghĩa là "đầy những lỗ nhỏ", hàm ý đề cập đến những lỗ li ti có thể nhìn thấy ở chóp mõm không phủ vảy của loài này.

## Phân bố và môi trường sống
P. porosus có phân bố nhỏ hẹp, từ bờ biển phía tây bắc Úc ngược lên phía bắc, qua biển Arafura đến nhóm đảo phía đông Indonesia (gồm phía bắc Sulawesi, Halmahera, và quần đảo Aru) và đảo New Guinea.
P. porosus sống gần các rạn san hô và ám tiêu ở độ sâu khoảng 5–50 m.

## Mô tả
Chiều dài cơ thể lớn nhất được ghi nhận ở P. porosus là 27 cm, nhưng phổ biến trong khoảng 15 cm. Phần trên cơ thể màu nâu nhạt, phần dưới màu trắng. Có ba sọc xanh lam băng ngang mõm. Một sọc vàng chạy từ sau mắt đến gốc trên vây ngực, sọc vàng khác kéo dài từ giữa môi trên ngược ra sau lưng.
Số gai vây lưng: 10; Số tia vây lưng: 9; Số gai vây hậu môn: 3; Số tia vây hậu môn: 7; Số gai vây bụng: 1; Số tia vây bụng: 5.

## Sinh thái
P. porosus có thể sống đơn độc hoặc hợp thành từng nhóm nhỏ.

## Sử dụng
P. porosus chỉ được xem là sản lượng không mong muốn trong nghề đánh bắt thủ công. Đây cũng là mục tiêu của những người câu cá giải trí dọc bờ biển phía bắc của Úc.